# Fiè allo Sciliar
Völs am Schlern/Fiè allo Sciliar es una localidad y comune italiana de la provincia autónoma de Bozen/ Bolzano - Südtirol, región de Trentino-Alto Adigio, con 3.015 habitantes.

## Evolución demográfica

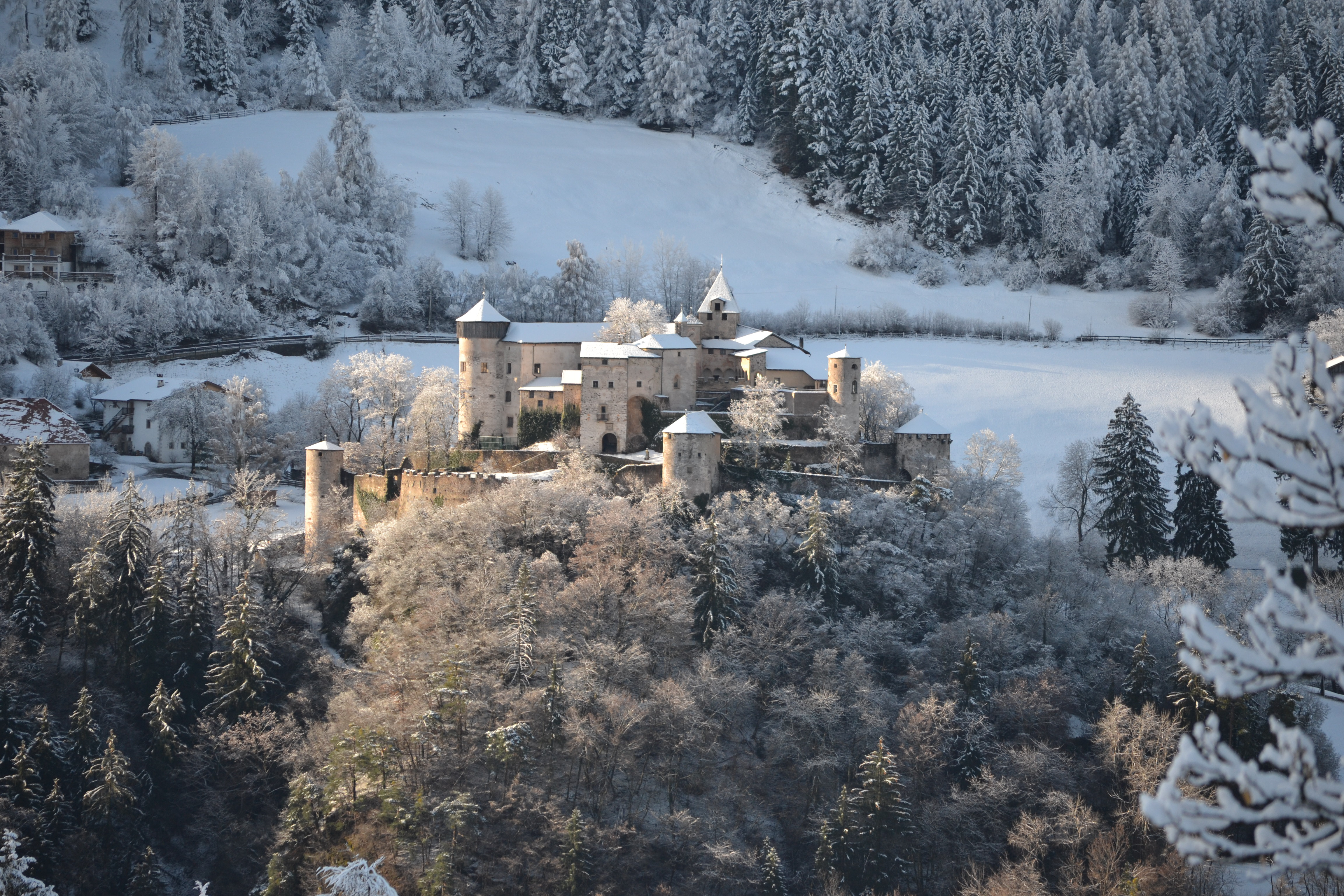
Castillo de Presule en Fiè allo Sciliar

| Gráfica de evolución demográfica de Fiè allo Sciliar entre 1861 y 2001 |
|                                                                        |
| Fuente ISTAT - elaboración gráfica de Wikipedia                        |